# 아이리스 로
아이리스 로(Iris Law, 2000년 10월 25일 ~ )는 잉글랜드의 모델, 배우이다. 배우 주드 로의 딸이다.